# 塔里木盆地

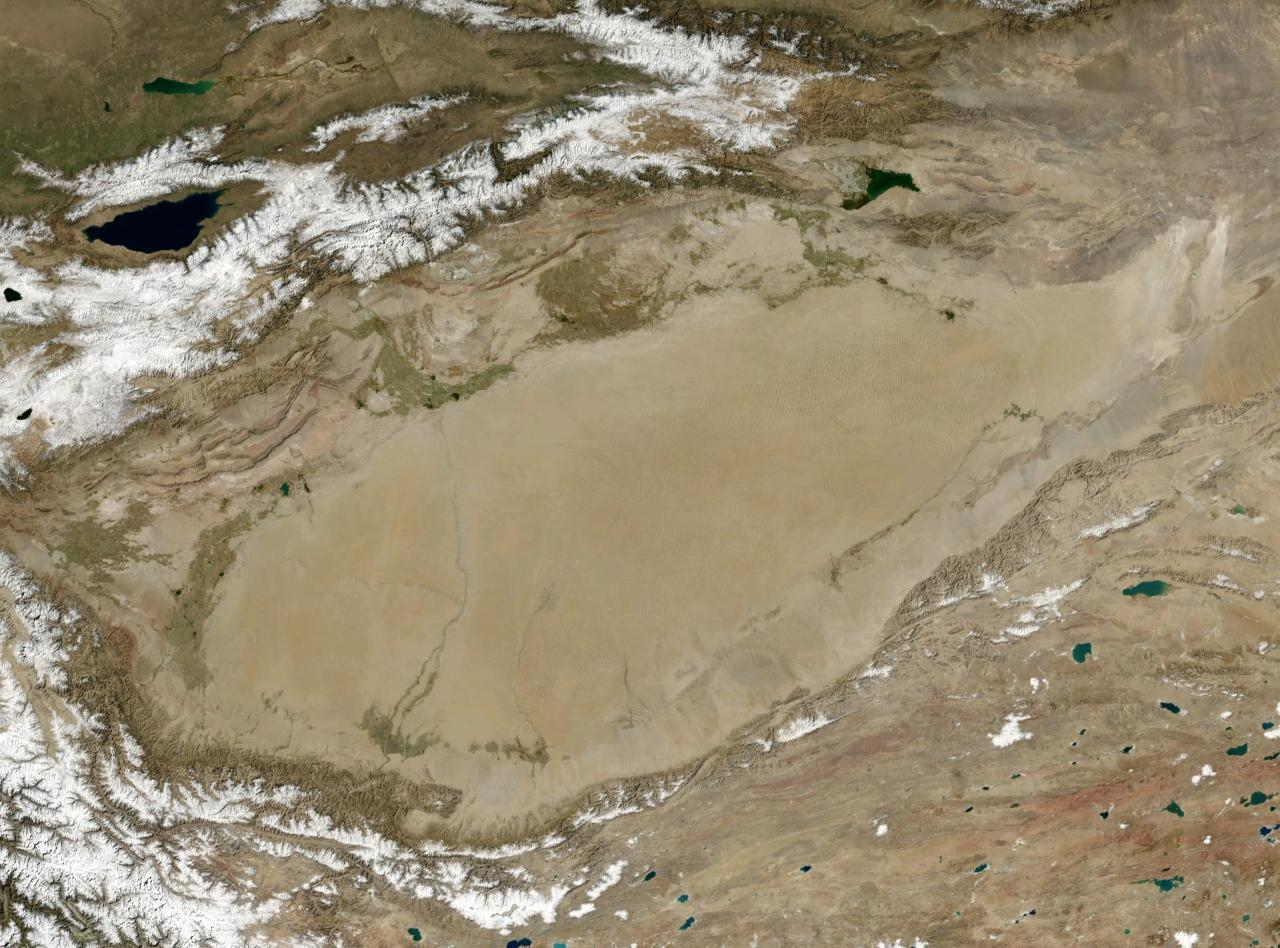
塔里木盆地卫星照片

塔里木盆地（維吾爾語：تارىم ئويمانلىقى‎ / Tarim oymanliqi / Tarim oymanliⱪi）位于中國西北部的新疆地区，是中国面积最大的内陆盆地。塔里木盆地与准噶尔盆地中间由天山隔开，南北相对，分布于昆仑山、天山、阿尔金山之间。东西长1500公里，南北宽约600公里，总面积达53万平方公里，海拔高度在800至1300米之间，地势西高东低，盆地的中部是著名的塔克拉玛干沙漠，边缘为山麓、戈壁和绿洲（冲积平原）。

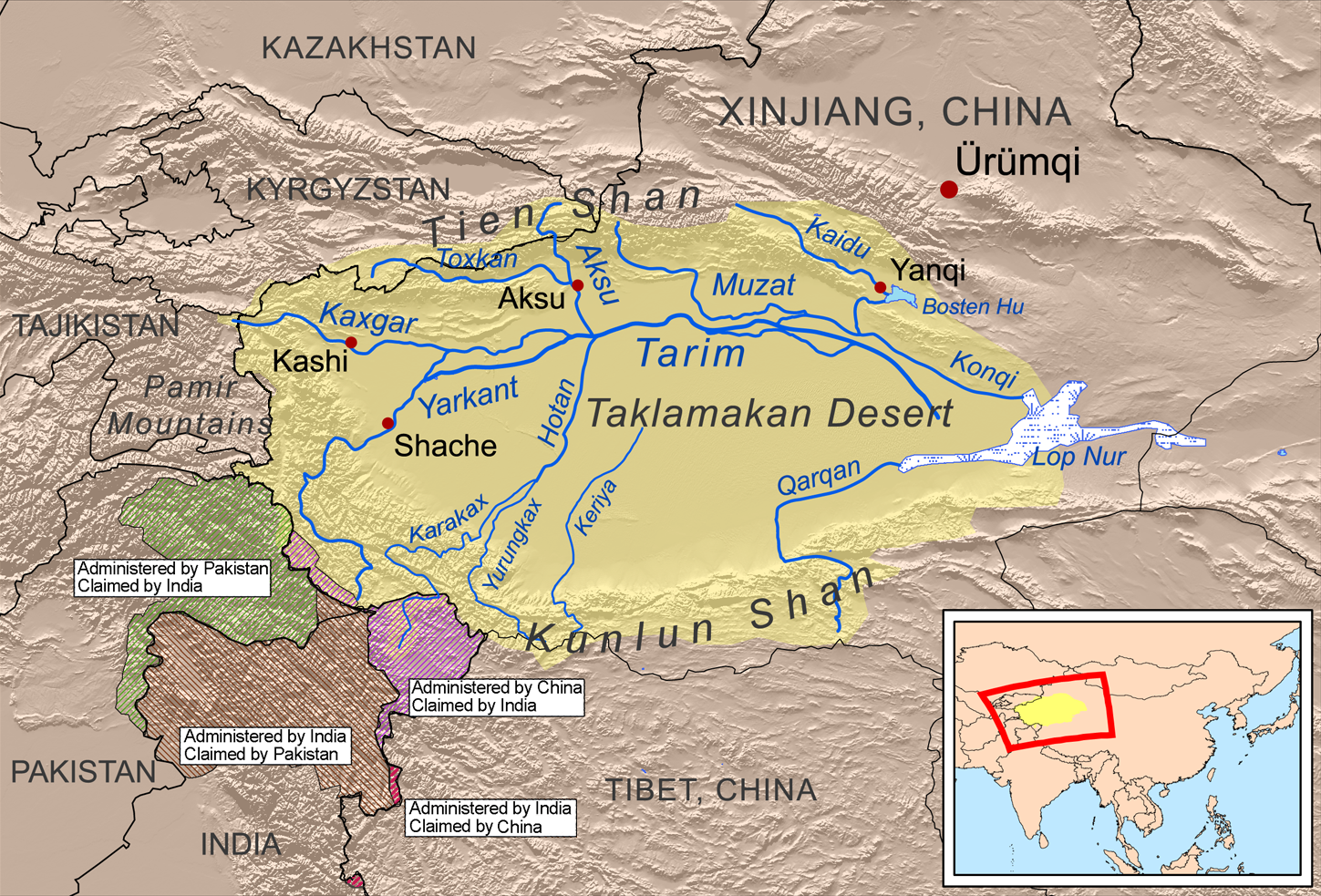
塔里木盆地在中国的位置

## 地貌
塔里木盆地北部有眾多風蝕墩與風蝕凹地相間組成的“雅丹”地貌，大致與主風向平行。因形狀似龍，頂部是鹽結塊，外表呈白色，故《汉书·地理志》中稱為“白龍堆”。

## 地形地勢
塔里木盆地輪廓呈菱形，地勢西高東低，向北微傾。從外圍向中心可分為高山帶、山前礫質洪積帶、沖積平原帶及沙漠。東部羅布泊是盆地最低處，也是積鹽中心，海拔780米。

## 氣候

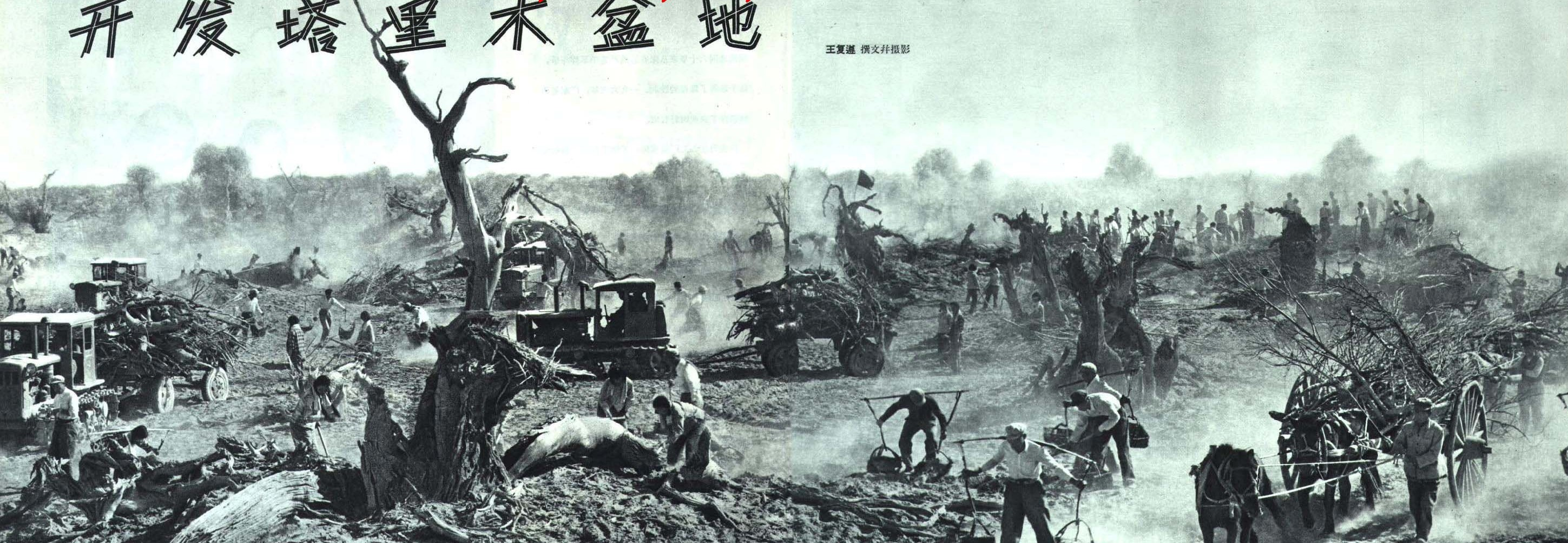
1964年 塔里木盆地

由于塔里木盆地远离海洋，周围又有高大山脉环抱，来自海洋的湿润气流不易到达，故塔里木盆地地区年降雨量极少，西缘的乌什为85毫米，阿克苏为57毫米；北缘的库车为63毫米，库尔勒为52毫米；南缘从西向东，阿图什为78毫米，喀什为65毫米，和田为35毫米，若羌为17毫米。

## 考古

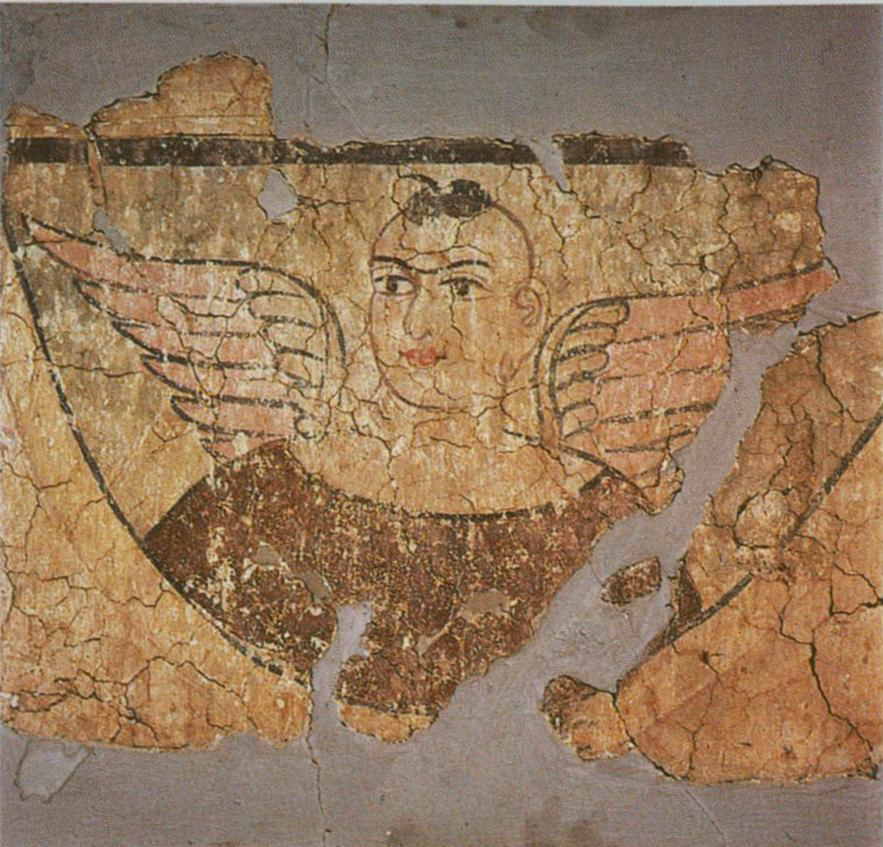
米兰遗址中的壁画

塔里木盆地小河墓地已發掘出土墓葬與木乃伊，工具，工程陶瓷，彩陶和其他藝術品。米兰遗址就位于塔里木盆地中的塔克拉玛干沙漠中。在塔里木盆地的和田地区发现了汉晋至南北朝年代的佛教遗址。

## 資源
塔克拉瑪干沙漠位於塔里木盆地中心，幾乎終年不雨，被認為含有儲量豐富的石油和天然气。2015年9月14日，中国科学家发现塔里木盆地实际上蕴藏着巨大的水资源，可能超过8万亿立方米，其蓄水量是北美洲五大湖总和的10倍。盆地地下水的补给主要来自河床、渠道及田间渗漏，地下水动储量为110～148亿立方米；提高灌溉管理水平后，动储量还有70多亿立方米。地下水的合理利用，对解决盆地春季缺水和保护生态环境都有一定意义。此外，盆地内还有相当数量的地下水静储量，尤其在新生代沉积深厚的拗陷带内，如库车拗陷、喀什一叶尔羌拗陷。探明該地區的地下水资源並适量抽取，对增加新疆所需的水资源也有一定意义。

### 塔里木油田
1989年，位於塔里木盆地的塔里木油田投產，是西氣東輸的氣源之一。

## 主要城市
- 阿克蘇
- 若羌
- 且末
- 和田
- 葉城
- 喀什